# ابن وافد
ابن وافد (387 هـ - بعد 460 هـ) وزير وطبيب أندلسي.

## سيرته
ولد أبو المطرّف عبد الرحمن بن محمد بن عبد الكبير بن يحيى بن وافد بن مهند اللَّخْمِيّ المعروف بابن وافد في طليطلة في ذي الحجة 387 هـ. اهتم ابن وافد بدراسة الطب، فقرأ كتب جالينوس، وحذق علم الأدوية المفردة، وألف فيه كتابه «الأدوية المفردة» الذي أمضى في كتابته 20 عامًا جمع فيه أسماء الأدوية وصفاتها، وهو الكتاب الذي تُرجم إلى اللاتينية باسم «De medicamentis simplicibus». ولابن وافد كتب أخرى في الطب منها «الوساد في الطب» و«مجربات في الطب» و«تدقيق النظر في علل حاسة البصر» و«المغيث».
كان ابن وافد يرى ضرورة تجنّب التداوي بالأدوية ما أمكن التداوي بالأغذية، وإذا دعت الضرورة إلى التداوي بالأدوية فالأفضل التداوي بالأدوية البسيطة، وإذا كان لا بدّ من تركيب الأدوية فالأفضل عدم الإكثار. تولى ابن وافد الوزارة لأحد حُكّام بني ذي النون، وتوفي بعد سنة 460 هـ.

## وصلات خارجية
- The Filāḥa Texts Project: Ibn Wāfid